# Lacrime (Settembre)
Lacrime è un singolo del cantautore italiano Settembre, pubblicato il 1º dicembre 2023 come primo estratto dal primo EP Vertebre.

## Descrizione
Il brano, scritto dallo stesso cantautore con Alfredo Bruno e Laura Di Lenola, è prodotto da Alessandro Canini, Bertelli, Pietro Celona, in arte Celo, Emanuele Cotto, in arte Etta Matters o più semplicemente Etta, e Gorbaciof.

## Promozione
Il brano è stato presentato in gara dallo stesso cantautore alla diciassettesima edizione del talent show X Factor, dove ha preso parte alla squadra di Dargen D'Amico e con cui si è classificato al quinto posto.

## Video musicale
Il video musicale, diretto da Byron Rosero, è stato pubblicato in concomitanza all'uscita del brano attraverso il canale YouTube del cantautore.

## Tracce
Testi di Andrea Settembre, Alfredo Bruno e Laura Di Lenola, musiche di Andrea Settembre, Alessandro Canini, Alfredo Bruno, Laura Di Lenola e Manuel Finotti.
1. Lacrime – 1:56